# Цераподи
Цераподи (Cerapoda) — підряд птахотазових динозаврів. Разом з тиреофорами (Thyreophora) входять ряду Птахотазових (Ornithischia). Рослиноїдні, як двоногі, так і чотириногі форми. Жили на всіх континентах. З'явилися в ранній юрі і вимерли під час крейдового вимирання.
Назва Cerapoda є сполукою назв Ceratopsia і Ornithopoda. Термін запроваджений Полом Серено в 1986 році. У 2004 Девід Вейзхемпел визначив групу як кладу, що охоплює геназаврів ближчих до трицератопса, ніж до анкілозавра. Такого самого визначення вжив Серено на шість років раніше для придуманого в 1985 р. Купером (Michael Cooper) таксона Neornithischia. Тому Cerapoda може трактуватися як молодший синонім Neornithischia.

## Таксономія
- Підряд Cerapoda
  -  ? Agilisaurus
  - Albalophosaurus[2]
- Ряд птахотазові
  - Підряд цераподи
    -       - Інфраряд орнітоподи
        - Клада ігуанодонти
          -             - Родина ігуанодоноциди
            - Родина рабдодонтиди
            - Родина дріозавриди
            - Родина камптозавриди

          - Надродина гадрозавроїди
            - Родина гадрозаври

        - Клада еуорнітоподи
          - Клада гетродонтозаври
            - Родина пісанозавриди
            - Родина гіпсилофодонтиди
              - Підродина тесклозаврини
              - Підродина дріозаврини
              - Підродина гіпсилофодонтини

    - Клада маргіноцефали
      -         - Інфраряд цератопси
          -             - Родина Чаоянзаврові
            - Родина пситакозавриди

        - Клада неоцератопси
          -             - Родина лептоцератопсиди
            - Родина багацератопсиди

          - Надродина цератопсоїди
            - Родина протоцератопсиди
            - Родина цератопсиди
              - Підродина Центрозаврини
              - Підродина Хазмозаврини

      - Інфраряд пахіцефалозаври

(базальні цераподи згідно з Butler, 2005)